# Édouard Brézin
Édouard Brézin (Paris, 1 de dezembro de 1938) é um físico teórico francês. É professor da Universidade Pierre e Marie Curie, e trabalha no Laboratório de Física Teórica (LPT) da Escola Normal Superior de Paris desde 1986.
De 2012 a 2017 foi presidente da União Racionalista.

## Publicações selecionadas
- E. Brezin e C. Itzykson, "Pair production in vacuum by an alternating field ". Physical Review D2 (1970) 1191
- E. Brezin, D.J. Wallace e K.G. Wilson, "Feynman-graph expansion for the equation of state near the critical point" Physical Review Letters 29(1972) 591
- E. Brezin, J.C. Le Guillou e J. Zinn-Justin "Wilson's theory of critical phenomena and Callan-Symanzik equations in 4-epsilon dimension". Physical Review D8 (1973) 434.
- E. Brezin e J. Zinn-Justin, "Renormalization of the non-linear sigma model in 2+epsilon dimension ; application to the Heisenberg ferromagnets". Phys. Rev. Letters 36(1976) 691
- E. Brezin, C. Itzykson, G. Parisi e J.B. Zuber  "Planar diagrams". Comm. in Math. Phys. 59(1978) 35
- E. Brezin e D.J. Gross "The external field problem in the large N limit of QCD". Phys.Letters B97(1980)120
- E. Brezin, B. Halperin e S. Leibler, "Critical wetting in 3 dimensions". Phys. Rev. Letters 50(1983) 1387
- E. Brezin, D.J. Gross e C. Itzykson, "Density of states in the presence of a strong magnetic field and random impurities". Nucl.Phys.B235[FS11] (1984)24
- E. Brezin, D.R. Nelson e A. Thiaville "Fluctuation effects near Hc2 in type II superconductors".Phys. Rev.B31(1985)7124
- E. Brezin e V. Kazakov, "Exactly solvable field theories of closed strings".Phys. Letters B236(1990)144
- E. Brezin e A. Zee, "Universality of the correlations between eigenvalues of random matrices".Nucl. Phys. B402(1993)613
- E. Brezin e S. Hikami, "Intersection numbers of Riemann surfaces from Gaussian matrix models".Comm. Math. Phys.283(2008)507

## Livros
- "The large N expansion in quantum field theory and statistical physics", E. Brezin e S. Wadia, World Scientific (1993)
- "Introduction to statistical field theory", E. Brezin, Cambridge University Press (2010)